# Copperhead (band)
Copperhead was een Amerikaanse rockband, die zich vanaf 1970 ontwikkelde uit een losse groep muzikanten in San Francisco. Het bekendste lid van de band was de gitarist John Cipollina, voorheen bij Quicksilver Messenger Service.

## Bezetting
- David Weber[2] (drums)
- Gary Philippet[3] (toetsen, gitaar)
- James Hutchinson[4] (basgitaar)
- Jim McPherson[5] (zang)
- John Cipollina[6] (gitaar)
- Robin Anders[7] (drums, percussie)

## Geschiedenis
Haar eerste album Copperhead verscheen in 1973, maar werd nauwelijks ondersteund door het platenlabel Columbia Records. De tweede productie van de band werd door het bedrijf volledig afgewezen en nooit uitgebracht. Redenen hiervoor kunnen liggen in de bezettingsproblemen rond Clive Davis, de toenmalige president van Columbia Records, na wiens vertrek de band volledig uit het bedrijf werd gezet. De band zou betrokken zijn geweest bij een drugsschandaal, waarbij Davis betrokken was en Cipollina ontkende dit. Copperhead ontbond toen. Cipollina speelde toen met Terry & the Pirates, Man en ten slotte opnieuw voor het album Solid Silver met Quicksilver Messenger Service. Copperhead werd beschouwd als een uitstekende liveband. De sfeer van hun optredens is vastgelegd op het Copperhead-livealbum uit 1973. In 1990 werd de opname van een ander concert van de band gepubliceerd onder de naam Drunken Irish Setter, opgenomen op 16 december 1972 in San Francisco met de cast John Cipollina, Gary Philippet, Jim McPherson, Hutch Hutchinson en David Weber.

## Discografie
- 1973: Copperhead
- 1973: Copperhead-Live
- ????: Copperhead 2 (nooit uitgebracht)
- 1990: Drunken Irish Setter